# Nombres mongoles
Los nombres mongoles y su estilo han cambiado mucho a lo largo de los siglos. La primera revolución en los nombres de los mongoles fue la adaptación de los nombres tibetanos reemplazando así los nombres mongoles. Posteriormente ocurrió otro cambio: los nombres tibetanos fueron reemplazados por los nombres mongoles, aunque diferentes a los que se usaban antes de la primera revolución. En el día de hoy, los nombres en Mongolia y en la Mongolia Interior, República Popular China, se rigen con las mismas reglas, aunque existen algunas diferencias.

## Revolución histórica
Los nombres de los mongoles tienen tradicionalmente un importante significado simbólico: un nombre con connotaciones positivas traería buena suerte al quien lo llevase. Habitualmente, de poner nombre al niño se encargaban los padres, personas ancianas respetadas o importantes figuras religiosas. Por ejemplo, según la leyenda, el cuarto gran kan, Möngke, debe su nombre a un chamán llamado Teb-tengeri quien vio en las estrellas un gran futuro del hijo mayor de Tolui (así se llamaba el padre del gran kan) y puso al niño el nombre Möngke, que en idioma mongol significa «eterno».
En actualidad, la mayoría de los padres mongoles ponen a sus hijos nombres de origen mongol, los cuales consisten a menudo de dos sustantivos o adjetivos (juntos, en la gramática mongola se consideran una sola palabra). Esos nombres suelen representar calidades como, por ejemplo solidez, fuerza para niños varones, y belleza en el caso de niñas.
En general, los mongoles (al contrario que sus vecinos del sur, los chinos) cuentan con un solo nombre personal que conservan durante toda su vida. A pesar de que la institución del clan seguía siendo muy importante hasta el siglo XVII, los nombres de los clanes no formaban parte del nombre personal. El nombre del clan sigue siendo importante para los buriatos y, en un grado menor, también para los calmucos. Los nombres de los líderes vivos no eran tabú (como en el caso de la China), sin embargo los nombres de los gobernantes derrotados eran tabú durante varias generaciones. En el pasado, esta prohibición era incluso más fuerte. Los mongoles de Mongolia y de la Mongolia Interior también utilizan nombres del clan.

### Edad Media
La mayoría de los nombres mongoles tenían connotaciones favorables o viriles (para niños varones), como por ejemplo: oro (Altan), eterno o eternidad (Möngke), excedente (Hulagu), azul (Köke), blanco (Chaghaan), buena salud (Esen), tío (Abaja, Abaga o Abaqa), firmeza (Batu), estabilidad (Toqtoa), toro (Buqa, para niños varones), hierro (Temür), acero (Bolad), negro (Qara), dureza (Berke) o nueve (Yisü).
Algunos nombres poseían además varios sufijos usados únicamente para los nombres personales. Los sufijos para los niños varones: -dai, -ge o -gei, -der, y para las niñas: -jin, -tani y -lun. Sin embargo, el sufijo -jin de Temuyín/Temüjin, el nombre personal de Gengis Kan no es el mismo que el -jin del grupo de los sufijos para niñas, sino deriva del sufijo -cin, temür («hierro») + -cin = temüjin («herrero»).
Otros nombres eran basados en las conquistas mongolas, por ejemplo: Sartaq (también Sartak o Sartaj) derivaba de los comerciantes del Asia occidental o de la parte occidental del Asia Central; Hasi de la forma mongola del nombre de la dinastía Xia; Orus del pueblo Rus'; Asudai de Alanos, etc. También existían nombres basados en los nombres de los clanes, aunque no tenían por qué ser unidos al clan al cual pertenecía el hombre que llevaba ese nombre, por ejemplo: Eljigidey no pertenecía a la tribu Iljigin (o Eljigin); el general mongol Mangghudai era tátaro (no debe confundirse con el pueblo túrquico de actualidad: los tártaros) y no de la tribu Manghud.
Los nombres de origen túrquico también eran presentes entre los mongoles. (como por ejemplo: Oghul-qaimish, Abishqa y Qutlugh). Sin embargo, nombres de origen extranjero de otros lugares fueron introducidos cuando el Imperio mongol se extendió por Eurasia, aumentando así el comercio internacional y la conexión cultural. También se empleaban los nombres cristianos, por ejemplo Öljeitü al nacer se llamaba «Nicolás».
Algunos mongoles tenían un nombre de origen chino, por ejemplo un monje budista llamado Haiyun puso al hijo mayor de Kublai Kan y Chabi nombre Zhenjin («Verdad-Oro»). En el siglo XIII varios niños italianos fueron llamados a la usanza mongola, incluyendo por ejemplo Hülegü.
A partir de la mitad del siglo XIII se hicieron comunes entre la aristocracia y la realeza los nombres de provenientes sánscrito, de origen uigur y los nombres budistas tibetanos (por ejemplo: Ananda, Dorji, Wachir, Gammala, Irinchin, etc.). En la parte occidental del imperio algunos mongoles tomaron nombres de origen musulmán (por ejemplo: Bū Sa'īd, Khwaja, etc.).
Después de la expulsión del régimen mongol de la China, los nombres provenientes del sánscrito pronto desaparecieron. Los nombres cristianos también aparecían ocasionalmente hasta su desaparición. El uso de los nombres túrquicos, turcos y musulmanes también iba descendiendo.

### Edad Media tardía y comienzos de la Edad Moderna
Con el comienzo de una nueva llegada de las enseñanzas de Buda en 1575 se reintrodujeron los nombres budistas y tibetanos en Mongolia. Hasta el año 1700 la gran mayoría de los mongoles ya tenía un nombre budista, normalmente se trataba de un nombre tibetano, aunque a veces también aparecían nombres del sánscrito o de la terminología budista mongola. Se mantuvieron los nombres mongoles, a los cuales se incluyó elementos más pacíficos, como por ejemplo paz (Engke o Amur), felicidad (Jirgal), larga vida (Nasu) y bendición (Öljei, Kesig).
Los nombres budistas se basaban en unas reglas básicas. Los más comunes para la gente secular eran los nombres tibetanos y sánscritos de las más poderosas deidades, como por ejemplo: Damdin/Damrin (Hayagriva), Dulma/Dari (Tara), Gombo (Mahakala), Cagdur/Shagdur (Vajrapani), Jamsrang (Beg-tshe), Jamyang (Manjusri), etc. Otro tipo de nombres budistas eran las palabras tibetanas para los días de la semana, los cuales eran nombrados en honor a Sol, Luna y las cinco planetas visibles desde la Tierra (Nima, Dawa, Migmar, Lhagba, Pürbü, Basang, Bimba). Otro esquema astronómico divide los días del mes bajo un elemento: rayo de energía (Dorji), loto (Badma) y Buda (Sangjai). Los sufijos -jab (en tibetano: skyabs «protección», «protegiengo», «protector») y -sürüng (en tibetano: srung «guardar», «vigilar», «custodiar») eran comúnmente añadidos a los nombres budistas. Finalmente, los nombres para los monjes eran basados en palabras tibetanas para calidades deseadas o aspectos de la religión, por ejemplo: Lubsang («buen intelecto»), Agwang («de habla poderosa»), Danzin («guardián de las enseñanzas»), Dashi o Rashi («bendecido»). Existen varios términos budistas en varias formas, procedentes del antiguo uigur, tibetano y sánscrito, como por ejemplo: Wachir/Ochir, Dorji y Bazar - todos significan «rayo de energía»; Erdeni, Rinchin y Radna - significan «joya».
Un tipo distintivo de los nombres mongoles que florecía en ese periodo y que todavía sigue siendo común en las comunidades campestres de Mongolia es el nombre evasivo, diseñado para evitar la posible desgracia o mala suerte del niño, esos nombres eran por ejemplo: Nergüi («sin nombre»), Enebish («este/esto no»), Terbish («ese/eso no»).

### Edad Moderna

#### Mongolia
En el siglo XX, cuando Mongolia ha establecido sus relaciones con la Unión Soviética, los mongoles empezaron a poner a sus hijos nombres rusos (como Aleksander o Sasha) o nombres mezclados ruso-tibetanos (como Ivaanjav, Ivaan es de ruso y -jav es de tibetano). Los padres políticamente activos escogían nombres como Oktyabr («octubre»), Seseer («URSS»), Mart («marzo») e incluso Molotov; también existía un nombre como Melschoi, que consistía de las siglas de los nombres de Marx, Engels, Lenin, Stalin y Choibalsan.
Los nombres de ahora siguen empleando elementos de origen mongol, como por ejemplo 'hierro' o 'acero' u otras palabras para cosas poderosas, como 'héroe', 'fuerte' o 'hacha' (como por ejemplo en los siguientes nombres: Gansükh («hacha de acero», Batsaikhan («fuerte y agradable»), Tömörbaatar («héroe de hierro»). Después de 1990 se empezó a notar nombres como Temujin, Borte, Yisu, etc.
Los nombres de las mujeres suelen usar palabras para colores finos o flores, sol y luna, o de cualquier palabra con connotaciones positivas con el sufijo femenino -maa (en tibetano: «madre»). Algunos ejemplos: Altantsetseg («flor dorada»), Narantuyaa («rayo del sol»), Uranchimeg («decoración artística»), Sarangerel («luz de la luna»), Erdenetungalag («joya brillante») y Tsetsegmaa («flor»).
Muchos nombres neutros (sin un género predeterminado, unisex) hacen referencia a las calidades como la eternidad o la felicidad, como por ejemplo: Mönkh («eterno»), Erdene(«joya»), Oyuun («mente»), Altan («dorado»), Saikhan («fino») y Enkh («paz»). Muchos nombres usan nombres de lugares, incluyendo montañas, ríos, etc. (como por ejemplo Altai («Altái») o Tuul («río Tuul»).
Los mongoles no usan apellidos. A partir de la época soviética utilizan en lugar de los apellidos los patronímicos (llamados en la época soviética ovog y ahora etsgiin ner). En caso de que el nombre del padre no está establecido legalmente (por ejemplo a través de casamiento), se usa el matronímico. Los patronímicos o matronímicos se ponen delante del nombre personal.
Por ejemplo cuando un hombre llamado Tsahia tiene un hijo y le pone Elbegdorj, el nombre completo oficial (como el de pasaporte, por ejemplo) del hijo será Tsahia Elbegdorj. Muy frecuentemente el patronímico se encuentra en el caso genitivo (Tsahiagiin Elbegdorj), siendo -giin el sufijo del caso genitivo. Sin embargo, en la vida cotidiana los patronímicos no tienen mucha importancia y son a menudo abreviados a su inicial (Ts. Elbegdorj). Cuando uno se dirige directamente a una persona suele hacerlo con solo el nombre personal (Elbegdorj guai - «Señor Elbegdorj»).
A partir de 2000 los mongoles utilizan oficialmente en sus carnets de identidad los nombres del clan: ovog (la misma palabra estaba siendo utilizada en los tiempos socialistas para denominar los patronímicos). Los nombres del clan también se suele llamarlos urgiin ovog - «nombre del linaje» para distinguirlos de los patronímicos y matronímicos. Muchas personas eligieron los nombres de los clanes y tribus antiguas como Borjigin, Besud, Jalair, etc. Otros eligieron los nombres de los lugares de donde procedían sus ancestros más antiguos. Algunos decidieron simplemente escoger su propio nombre personal (o su modificación). Algunos pocos también eligieron otros aspectos de su vida para crear así su apellido, por ejemplo Zhugderdemidiyn Gurragcha, un cosmonauta mongol eligió Sansar («espacio exterior»). El nombre del clan precede el nombre patronímico y el nombre personal (Besud Tsahiagiin Elbegdorj). Sin embargo, en práctica, esos nombres del clan carecen de efecto significativo o utilidad, no son ni siquiera incluidos en los pasaportes.

#### Mongolia Interior
En Mongolia Interior son bastante comunes los nombres chinos, igual que los nombres mongoles. Los nombres mongoles de origen tibetano son habitualmente limitados a las personas mayores de los cincuenta años de edad. Ya que China no reconoce los nombres del clan mongoles, los mongoles quienes adquirieron su pasaporte a partir del año 2001 tienen en su lugar impresos los símbolos «XXX» en el lugar para el apellido, mientras que antes aparte de los símbolos «XXX» tenían también grabada la primera sílaba de su nombre personal o de su nombre patronímico como apellido.
Algunos mongoles en China sí tienen un apellido, debido a que tienen un padre de otra etnia (Han, Hui, Manchu, etc.). Algunos utilizan la abreviación del nombre de su clan (por ejemplo Bao en lugar de Borjigin).
Oficialmente, los nombres mongoles en China son transcritos usando la romanización SASM/GNC, aunque no es así en la práctica. En práctica se usa el pinyin del carácter chino usado para escribir el nombre mongol. Por ejemplo: se prefiere la grafía Mengkebateer (孟克巴特尔) en lugar de Möngkebaghatur (ortografía mongola), Mөnghebagatur (pinyin mongol) o Munkhbaatar (aproximada pronunciación en inglés).
A veces en algunas transcripciones chinas de los nombres mongoles la primera sílaba del nombre pasa a ser el apellido, por ejemplo  Ulanhu pasa a ser Wu Lanhu.

## Estructura
Nombre patronímico + Nombre personal
No existen los apellidos. En la Edad Media no se usaban los patronímicos, sino a veces en su lugar la forma declinada del nombre del clan.

### Nombres de hermanos
Entre los hermanos es posible encontrar nombres que contienen el mismo morfema (o uno parecido), por ejemplo: Gan-Ochir, Gantömör, o nombres con un significado de la misma categoría, por ejemplo: Naran («Sol»), Saran («Luna»), Tsolmon («Lucero del Alba»).

### Nombres tabú
Existe también una tradición de poner a los niños nombres con connotaciones desagradables (sobre todo cuando la pareja perdió anteriormente a un hijo), creyendo así poder ahuyentar o confundir a demonios y espíritus malvados, evitar desgracias, etc. Por ejemplo: Muunokhoi («perro vicioso»), Nekhii («piel de oveja»), Nergüi («sin nombre»), Medekhgüi («no sé»), Khünbish («no [es] un ser humano»), Khenbish («nadie»), Ogtbish («de ninguna manera»), Enebish («este no»), Terbish («ese no»). También es de costumbre que la pareja que anteriormente perdió a un hijo pone a su próximo hijo varón un nombre femenino, para así confundir a la maldad.

### Apodos
Cuando uno se dirige a un familiar, el nombre suele cortarse, normalmente eligiendo una parte del nombre y añadiéndole una vocal o el sufijo -ka. Por ejemplo una mujer llamada Delgerzayaa puede ser llamada por sus familiares Delgree, Zayaa o Deegii; y un hombre llamado Arslandorj puede ser llamado por sus familiares Askaa; una chica llamada Idertuyaa y su novio llamado Iderbayar pueden ser llamados ambos Idree.

## Literatura
- Bürinbilig, Č. Sarana: Monggγul kümün-ü ner-e-yin delgeremel kögǰil-ün aǰiġlalta («Observaciones sobre el desarrollo de los nombres personales mongoles»; ”Observations on the development of Mongolian personal names”. En: Mongγul kele utq-a ǰokiyal 2003/4: 75-78.
- Manduqu: Monggγul kelen-ü obuγ ner-e-yin učir («Sobre los nombres mongoles»; “On Mongolian names”. En: Öbür mongγul-un ündüsüten-ü yeke surγaγuli 2005/2: 2-14.
- Rybatzki, Volker (2006): Die Personennamen und Titel der mittelmongolischen Dokumente - Eine lexikalische Untersuchung. Helsinki: Universidad de Helsinki.
- Taube, Manfred (1995): Mongolische Namen. In: Namenforschung: ein internationales Handbuch zur Onomastik, 1. Teilband. Berlin: de Gruyter: 916-918.
- Listado de los nombres raros, largos, cortos comunes e incomunes mongoles y los nombres de las personas ancianas: List of strange, long, short, common and uncommon Mongolian names and of the names of the oldest people (en mongol, contiene también algunos nombres kazajos)
- Монгол бичгийн нэрийн толь (enlace roto disponible en Internet Archive; véase el historial, la primera versión y la última)., Diccionario de los nombres, en cirílico y alfabeto clásico (contiene más de 28000 nombres)

- Datos: Q558888